# Municipio de Denver (condado de Newaygo)
El municipio de Denver (en inglés: Denver Township) es un municipio ubicado en el condado de Newaygo en el estado estadounidense de Míchigan. En el año 2010 tenía una población de 1928 habitantes y una densidad poblacional de 20,82 personas por km².

## Geografía
El municipio de Denver se encuentra ubicado en las coordenadas 43°35′40″N 85°58′59″O / 43.59444, -85.98306. Según la Oficina del Censo de los Estados Unidos, el municipio tiene una superficie total de 92.6 km², de la cual 87,9 km² corresponden a tierra firme y (5,08 %) 4,7 km² es agua.

## Demografía
Según el censo de 2010, había 1928 personas residiendo en el municipio de Denver. La densidad de población era de 20,82 hab./km². De los 1928 habitantes, el municipio de Denver estaba compuesto por el 93,98 % blancos, el 0,31 % eran afroamericanos, el 1,45 % eran amerindios, el 0,21 % eran asiáticos, el 1,09 % eran de otras razas y el 2,96 % eran de una mezcla de razas. Del total de la población el 4,56 % eran hispanos o latinos de cualquier raza.